# Curtiss XF13C
El Curtiss XF13C (Model 70) fue un avión de caza embarcado construido por la estadounidense Curtiss Aeroplane and Motor Company en los años 30 del siglo XX.

## Diseño y desarrollo
El XF13C fue una caza naval que presentaba una construcción totalmente metálica, con fuselaje semimonocasco, tren de aterrizaje de retracción manual y cabina cerrada. El avión fue diseñado para facilitar las conversiones de biplano a monoplano y viceversa. La Armada de los Estados Unidos compró un prototipo, designado XF13C-1 en configuración monoplano, y XF13C-2 en biplano.
El XF13C voló por primera vez en 1934 con unos buenos resultados obtenidos en pruebas. En 1935, el avión recibió un motor más potente y modificaciones en la cola, recortando su altura. La designación fue cambiada a XF13C-3 para realizar más pruebas de vuelo.

## Historia operacional

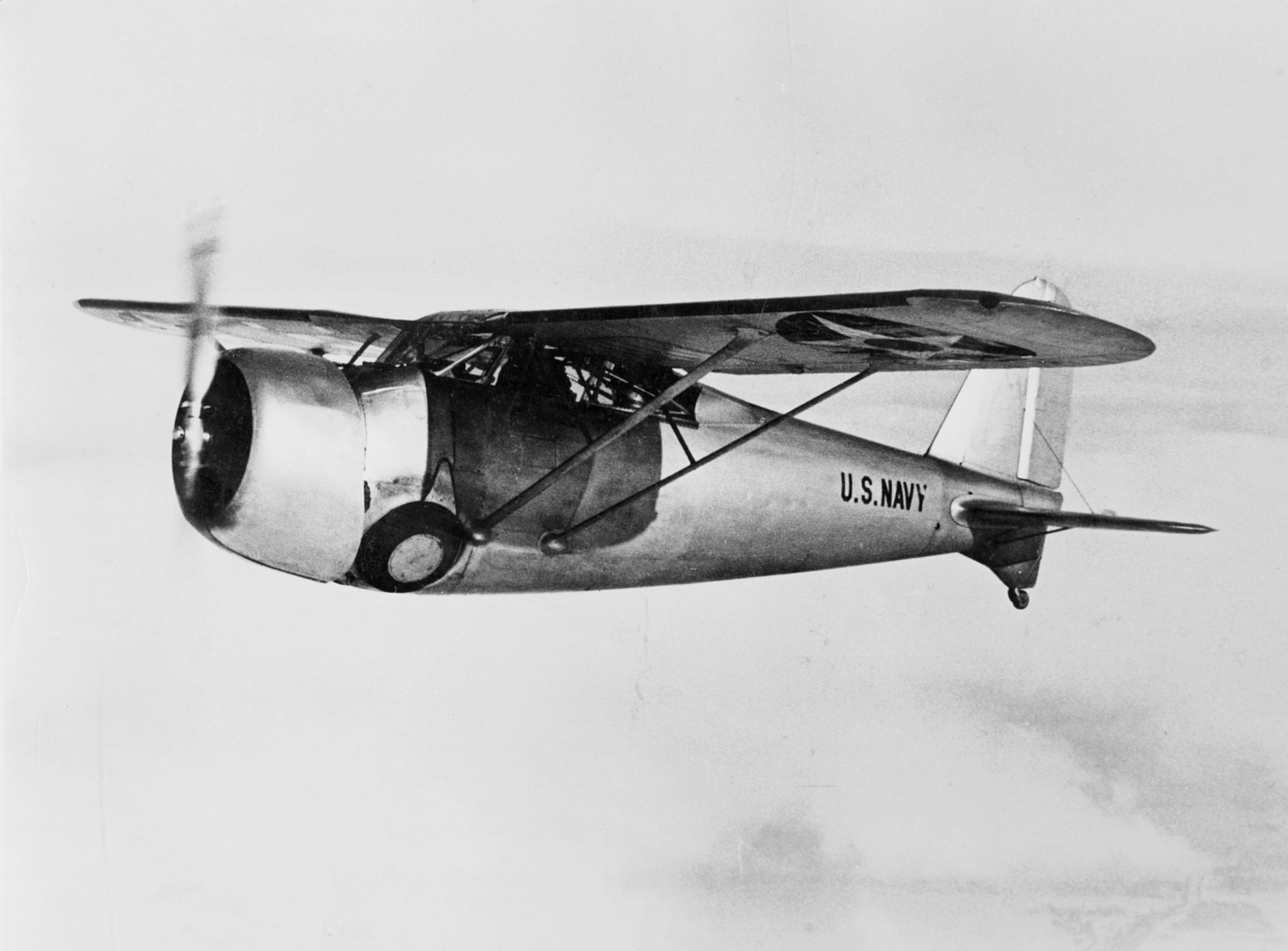
El XF13C-1 en vuelo, alrededor de 1934.

No se recibieron órdenes de producción para el Curtiss XF13C, pero el avión continuó volando para el NACA en tareas experimentales, y para el escuadrón VWJ-1 en Quantico.

## Operadores
Estados Unidos
- Armada de los Estados Unidos

## Especificaciones

### Características generales
- Tripulación: Uno (piloto)
- Longitud: 7,62 m
- Envergadura: 10,66 m
- Altura: 2,66 m
- Superficie alar: 19,04 m2
- Peso vacío: 1548 kg
- Peso cargado: 2102 kg
- Planta motriz: 1× motor radial de nueve cilindros refrigerado por aire Wright SGR-1510-12.
  - Potencia: 520 kW (700 hp)
- Hélices: Bipala

### Rendimiento
- Velocidad máxima operativa (Vno): 396 km/h
- Alcance: 1168 km
- Techo de vuelo: 7696 m (25 250 pies)
- Régimen de ascenso: 10,16 m/s (2000 pies/min)

### Armamento
- Ametralladoras: 

  - 1 de 7,62 mm
  - 1 de 12,7 mm

### Secuencias de designación
- Secuencia Numérica (interna de Curtiss): ← 67 - 68 - 69 - 70 - 71 - 72 - 73 →
- Secuencia F_C (Cazas de la Armada estadounidense, 1922-1962 (Curtiss, 1922-1962)): ← F10C - F11C - F12C - F13C - F14C - F15C

### Listas relacionadas
- Anexo:Aeronaves militares de los Estados Unidos (navales)